# Mark Adshead
Mark J. Adshead (ur. 4 kwietnia 1963 w Altrincham) – brytyjski judoka. Olimpijczyk z Seulu 1988, gdzie zajął 34. miejsce w wadze półlekkiej.
Startował w Pucharze Świata w 1989. Brązowy medalista igrzysk Wspólnoty Narodów w 1986 i 1990, gdzie reprezentował Anglię. Trzeci w drużynie na mistrzostwach Europy w 1987 roku. 

## Letnie Igrzyska Olimpijskie 1988
| Konkurencja | Eliminacje             | Klas. końcowa |
| Konkurencja | Przeciwnik I           | Miejsce       |
| ----------- | ---------------------- | ------------- |
| 65 kg       | Iwo Kostadinow (BGR) P | 34.           |